# Rollstuhlcurling-Weltmeisterschaft 2019
Die Rollstuhlcurling-Weltmeisterschaft 2019 war die 13. Austragung der Welttitelkämpfe im Rollstuhlcurling. Das Turnier fand vom 3. bis 10. März in der schottischen Stadt Stirling statt. Austragungsstätte war The Peak, ein Freizeit- und Sportkomplex im Zentrum der Stadt.